# Kurt Gschwantler
Kurt Gschwantler (* 9. Februar 1944 in Kitzbühel, Tirol) ist ein österreichischer Klassischer Archäologe. Der Spezialist für antike Bronzen war von 1995 bis 2009 Direktor der Antikensammlung des Kunsthistorischen Museums in Wien.

## Leben
Nach Besuch des Wiener Schottengymnasiums und der Matura am Akademischen Gymnasium in Graz 1962 studierte Gschwantler Klassische Philologie, Klassische Archäologie und Ägyptologie an den Universitäten Graz und Wien. 1966 erhielt er ein Stipendium des Österreichischen Archäologischen Instituts in Athen, das ihm einen Forschungsaufenthalt ermöglichte.
Ab 1972 arbeitete Gschwantler als Assistent an der Antikensammlung des Kunsthistorischen Museums. Am 29. März 1973 wurde er an der Universität Graz zum Dr. phil. promoviert. In seiner Dissertation beschäftigte er sich mit den Biografien der griechischen Maler Parrhasios und Zeuxis; über Zeuxis verfasste er kurz darauf im Auftrag von Konrat Ziegler einen umfangreichen Artikel für Paulys Realencyclopädie der classischen Altertumswissenschaft.
Von 1976 bis 1978 arbeitete Gschwantler an der Neuaufstellung des Ephesos Museums in der Neuen Burg in Wien mit. 1979 hielt er sich für zwei Monate am Österreichischen Historischen Institut in Rom auf.
Gschwantlers Spezialgebiet sind die antiken Bronzen, zu denen er zahlreiche einschlägige Aufsätze verfasste. Seit 1984 leitete er ein interdisziplinäres Forschungsprojekt zur  Bronzestatue des Jünglings vom Magdalensberg. Das Projekt wies nach, dass die Statuette kein antikes Original, sondern ein Abguss aus der Renaissance ist. In diesem Zusammenhang organisierte er 1986 die 9. internationale Tagung über antike Großbronzen in Wien.
1992 beteiligte sich Gschwantler an der Organisation der Ausstellung Adán y Eva en Aranjuez. 1995 wurde er zum Direktor der Antikensammlung des Kunsthistorischen Museums ernannt. In dieser Eigenschaft organisierte er die Neuaufstellung der Antikensammlung, die 2005 eröffnet wurde. Im Dezember 2009 trat Gschwantler in den Ruhestand.

## Schriften
- Zeuxis und Parrhasios. Ein Beitrag zur antiken Künstlermonographie. Wien 1975.
- mit Wolfgang Oberleitner und Alfred Bernhard-Walcher: Funde aus Ephesos und Samothrake. Wien 1978.
- mit Wolfgang Oberleitner und Alfred Bernhard-Walcher: Aus Gräbern und Heiligtümern Etruriens und Unteritaliens. Linz 1985.
- mit Alfred Bernhard-Walcher: Griechische und römische Statuetten und Großbronzen, Akten der 9. Tagung über antike Bronzen. Wien 1988.
- mit Alfred Bernhard-Walcher: Guß + Form. Bronzen aus der Antikensammlung. Wien 1986.
- mit Alfred Bernhard-Walcher, Manuela Laubenberger, Georg Plattner und Karoline Zhuber-Okrog: Meisterwerke der Antikensammlung (= Kurzführer durch das Kunsthistorische Museum. Band 4). Kunsthistorisches Museum Wien, Mailand 2005, ISBN 3-85497-092-5 (2. Auflage 2009; 3. Auflage 2014; 4. Auflage 2022).